# Хабуб
Хабуб (з араб. هَبوب, трансліт. habūb, дос. «blasting/drifting» — «дуючий несамовито») — потужна піщана й пилова буря в пустелях Єгипту й Аравії (на півночі Судану, у басейні Верхнього Нілу). У дощовий сезон хабуб передує сильній грозовій зливі, яка зазвичай починається не більше ніж за дві години після початку бурі. Хабуб пов'язаний із стрімким рухом (до 60 км/год) холодного атмосферного фронту, попереду якого утворюється хмара у вигляді стіни пилу заввишки до 1,5 км і шириною до 30 км. Пил піднімається вгору на декілька кілометрів.
Хабуб є частиною вихору у потужних купчасто-дощових хмарах, нижню частину дугового шквалу, нахиленого смерча. Так само називають і літні бурі на рівнинах Індії. Зазвичай буває у після полуденні години з травня по жовтень; середня тривалість близько трьох годин. Вітер часто має руйнівну силу. У Хартумі хабуб відзначається в середньому 24 рази на рік.

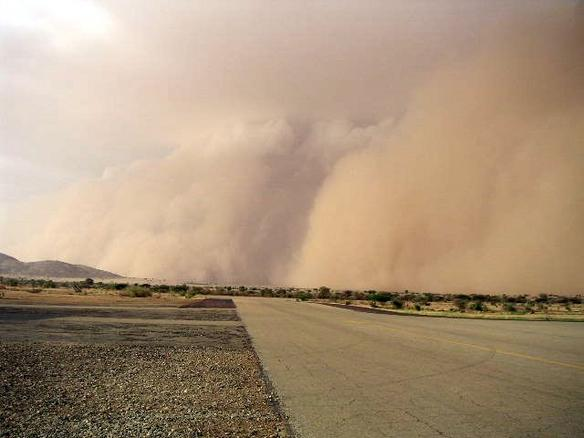
Пилова буря насувається на аеропорт міста Абеше в Чаді
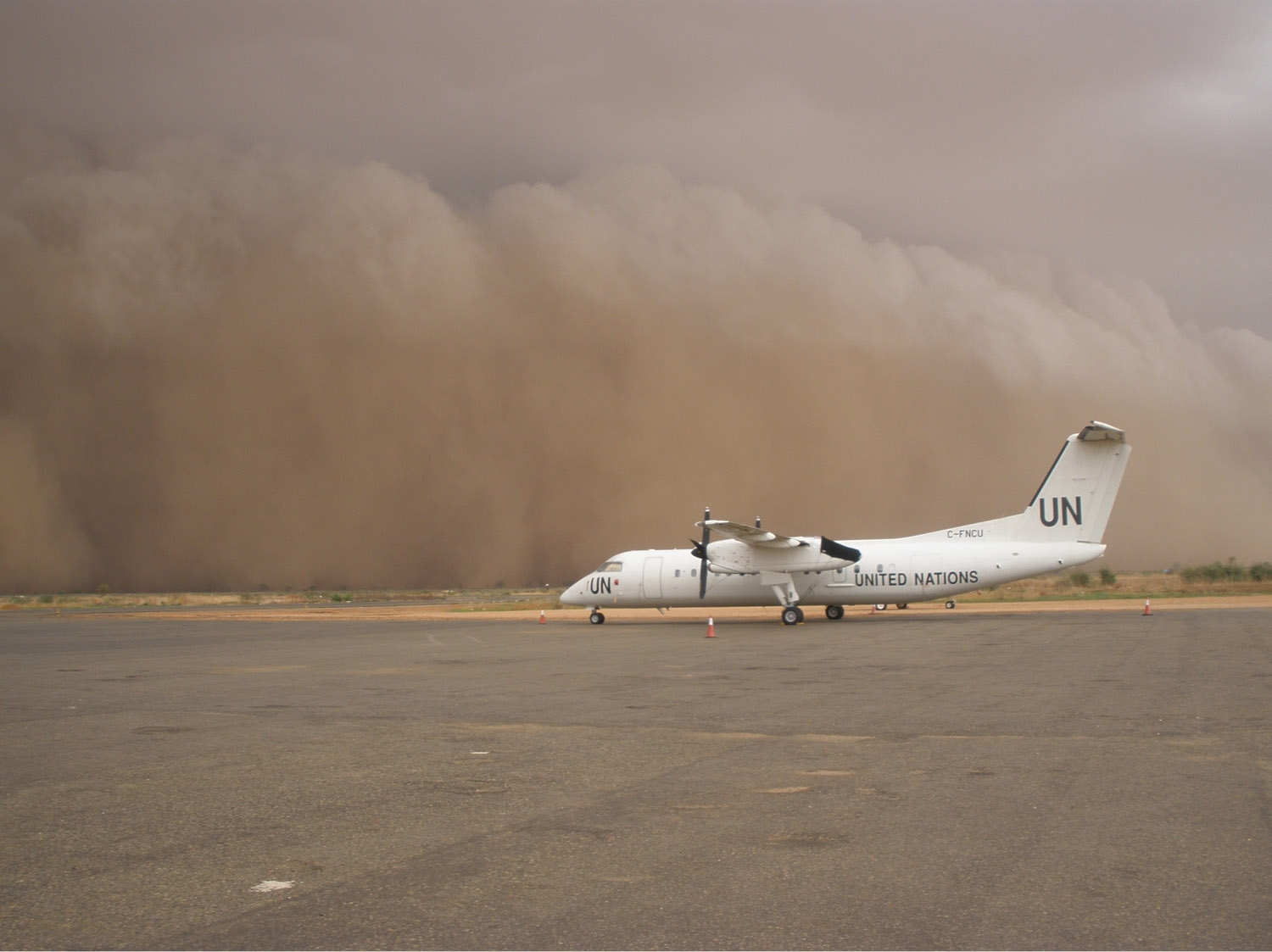
Аеропорт Ньяла